# Tegnaby församling
Teganby församling var en församling i Växjö stift. Församlingen uppgick 1854 i Hemmesjö med Tegnaby församling.
Församlingens kyrka upphörde som kyrka vid sammanslagningen.

## Administrativ historik
Församlingen har medeltida ursprung.
Församlingen hörde före sammanslagningen till samma pastorat som Hemmesjö församling..